# Tolmačëvo
Tolmačëvo è una cittadina della Russia europea nordoccidentale, situata nella oblast' di Leningrado (rajon Lužskij).
Sorge nella parte meridionale della oblast', circa 120 chilometri a sud di San Pietroburgo, lungo il corso del fiume Luga.